# Tigru caspic
Tigrul caspic, cunoscut si sub numele de tigru turanic sau tigru persan este o subspecie dispărută de tigru. Ultimele exemplare au fost văzute în sălbăticie undeva la începutul anilor 1970. Acesta obișnuia să trăiască în pădurile și coridoarele riverane la vest și sud de Marea Caspică, din Turcia, Iran și Asia Centrală până în Xinjiang, China. Nu mai există astăzi exemplare în captivitate.
Tigrul caspic, alături de cel siberian și bengalez, a fost una din cele mai mari feline care au existat vreodată.

## Descriere
Această subspecie avea un corp destul de îndesat și alungit având picioare puternice, labe foarte late și gheare neobișnuit de mari. Urechile erau scurte și mici și păreau că nu au păr pe vârfuri. În jurul obrajilor, tigrul caspian era îmblănit generos, iar blana de pe restul corpului era lungă și groasă. 
Culoarea sa era asemenea celei a tigrului bengalez. Masculii acestei subspecii erau foarte mari și cântăreau între 169 – 240 kg. Femelele erau mai mici, cântărind între 85 – 135 kg. Încă există informații sporadice referitoare la existența tigrului caspian, însă deseori sunt doar alarme false.
Dimensiunile tigrilor caspici erau:
- Lungime : 200 – 270 cm (masculi), 180 – 200 cm (femele)
- Greutate : 180 – 220 kg (masculi), 85 – 135 kg (femele).